# Ричард III
Вижте пояснителната страница за други личности с името Ричард III.
Ричард III (на английски: Richard III) е крал на Англия от 1483 до 1485 година. Произхожда от рода Йорк, потомък е на династията на Плантагенетите, на която е и последен представител. Заради природния си дефект е известен и като Ричард Гърбавия.

## Произход и възкачване на престола
Ричард Глостър е роден на 2 октомври 1452 година. Той е 12-о дете и 4-ти син на херцог Ричард Йоркски и Сесили Невил.
Едва 9-годишен, той е провъзгласен за 3-ти херцог на Глостър след коронацията на брат му Едуард IV за крал през 1461 г. Служи вярно на брат си в борбата между родовете Йорк и Ланкастър. След смъртта на Едуард IV трона поема синът му Едуард V. Неговото престолонаследие обаче е обявено за невалидно от парламента с „Акт за престолонаследието“, тъй като сватбата на неговите родители крал Едуард IV и Елизабет Уудвил е призната за незаконна като сключена без разтрогване на предишния брак на краля, поради което и синовете им нямат права върху короната. Едуард V и брат му Ричард са затворени в лондонската крепост Тауър и по-късно са убити (но тази версия и вината на чичо им Ричард се оспорват). Ричард Глостърски се съгласява и е коронясан за крал под името Ричард III на 6 юли 1483 г.

## Крал на Англия
Четири месеца след коронясването му Ричард е изправен пред бунта на бившия си помощник Хенри Стафорд, 2-ри херцог на Бъкингам, който иска да качи на трона Хенри Тюдор, граф на Ричмънд и роднина на херцозите на Ланкастър. Въстанието е потушено, но Хенри Тюдор събира нови войски. В битката при Босуърт (22 август 1485 г.) кралят претърпява поражение и е убит. Той е последният английски владетел, намерил гибелта си в битка.
Босуъртското сражение слага края на Войната на розите. Хенри Тюдор се възкачва на трона под името Хенри VII. Англия се стабилизира след дългогодишните междуособни войни.
Тялото на Ричард III е погребано в град Лестър. Според легенда останките му са изровени и изхвърлени в река Сор (Soar). Те обаче са открити под паркинг в гр. Лестър през септември 2012 г. Генетична експертиза доказва, че тези останки са негови, за което е съобщено през февруари 2013 г.

## Личност
- Крал Ричард III има мрачна слава, дължаща се в голяма степен на прочутата Шекспирова пиеса „Ричард III“, където е представен като неморално чудовище.

- Приписват му се убийствата на брат му Джордж (1478) и племенниците му Едуард V и Ричард.
- През краткото си управление се проявява като добър администратор, законодател, държавник с усет за търговския потенциал на Англия. Покровителства музиката и архитектурата.

## Фамилия
Ричард III се жени на 12 юли 1472 г. за Анна Невил (1456 – 1485), от която има един син:
- Едуард (1473 – 1484) от брака си (1472) с Анна Невил (1456 – 1485, починала 5 мес. преди съпруга си) – вдовица (1471) на престолонаследника

Той има и извънбрачни син и дъщеря.